# Aonach Mòr
Aonach Mòr är ett berg i Storbritannien.   Det ligger i kommunen Highland och riksdelen Skottland, i den nordvästra delen av landet, 700 km nordväst om huvudstaden London. Toppen på Aonach Mòr är 1 221 meter över havet, eller 149 meter över den omgivande terrängen. Bredden vid basen är 2,5 km.
Terrängen runt Aonach Mòr är kuperad åt nordost, men åt sydväst är den bergig.Runt Aonach Mòr är det mycket glesbefolkat, med 4 invånare per kvadratkilometer. Närmaste större samhälle är Fort William, 9,2 km väster om Aonach Mòr. Trakten runt Aonach Mòr består i huvudsak av gräsmarker.